# مارتین آنگا
مارتین آنگا (انگلیسی: Martin Angha) زاده ۲۴ ژانویه ۱۹۹۴ یک فوتبالیست سوییسی است که در پست بک وسط در باشگاه فوتبال سیون بازی می‌کند.

## زندگی حرفه‌ای
مارتین در تیم جوانان آرسنال بازی می‌کرد ولی قبل از آن در باشگاه فوتبال زوریخ بازی می‌کرد.